# Nicolas de Largillière
Nicolas de Largillierre (París, 10 d'octubre de 1656 - 20 de març de 1746) va ser un pintor francès del barroc.

## Biografia
Nascut a París, Largillière era fill d'un venedor barretaire. Passa la seva infantesa a Anvers on la seva família s'havia traslladat quan tenia tres anys. Va ser allà que comença el seu aprenentatge de pintor al taller d'Antoine Goubeau a partir de 1668. Va rebre el títol de mestre pel gremi de Sant Lluc de la ciutat el 1674.
Efectua llavors un viatge a Anglaterra de 1675 a 1679 on va ser observat pel rei Carles I d'Anglaterra i d'Escòcia. Hi tornarà el 1685, a temps de realitzar un retrat del seu successor, Jaume II d'Anglaterra i VII d'Escòcia.
Torna a França, i esdevé a partir de 1689 un dels pintors més demanats, alternant els encàrrecs oficials per a exvots o al·legories amb els retrats de la noblesa i de l'alta burgesia.
Es va casar el 1699 amb Marguerite-Élisabeth Forest i tingueren dues noies i un noi.
El seu talent li permet grimpar els esglaons de la jerarquia de l'Acadèmia reial de pintura i d'escultura, on és admès el 30 de març 1686. Passarà de membre al lloc de director el 1736. En dimitirà el 1743 i disminuirà a París a l'edat de 90 anys.

## Obra
Largillière era un pintor de molt talent i es trobava tant còmodament amb les natures mortes, com amb els quadres històrics, els paisatges o els retrats, el seu domini tècnic li permetia jugar amb els materials, els colors i les llums sense fer-ne un exercici fred. Els seus retrats guarden sempre una vida i una sensibilitat que fan d'ell un dels majors pintors del regnat de Lluís XIV i de la Regència.
Oblidat davant la fama del seu rival i amic Jacint Rigau que era el pintor habitual de l'alta noblesa, Largillière mereix ser redescobert i obtenir la plaça que mereix en l'art francès.

### Principals peces
- Quadres d'història, naturaleses mortes i altres temes:
  - Venus i Adonis. Oli sobre tela, 83,3 x 64,1 cm Vente Christie's Londres, 9 abril de 2003 (lot. 81).
- Retrats:
  - La Família Stoppa, (1685), museu de l'Hôtel-Dieu, Château-Thierry
  - Charles Le Brun, (1686), obra de recepció a l'Acadèmia reial de pintura i d'escultura, museu del Louvre, París
  - La bella Strasburguesa, (c. 1703), musée des Beaux-Arts de Strasbourg
  - Autoretrat en vestimenta de taller, (1707), venuda per 514.250 € el juny de 2004.
  - Autoretrat, (1711), museu del Castell de Versalles
  - La Comtessa de Noirmont en Diana, (1715), col·lecció particular.
  - Senyor Noirmont, (c. 1690-1710), Museu Nacional d'Arte Antiga, Lisboa
  - El senyor de Landreville, (c. 1730), col·lecció particular. Es tracta del retrat de Claude-François de Maillart, primer marquès de Landreville (Bayonville, Ardennes).
  - Retrat de Jean-Baptiste Forest (1704), oli sobre tela, 129 ×; 96 cm, Palau de les Belles Arts, Lilla, Inv. P. 328.
  - El baró de Le Leu d'Aubilly i la seva filla, Madame de Guinaumont, disfressada en font.[2][3] Oli sobre tela, 167 x 133,5 cm Datat i signat a baix a l'esquerra: «Largillierre 1718». continuà essent a la família dels models fins a la seva venda per Christie's a París, el 20 de juny de 2007 (lot 57).
  - Walter Krüger (1684-1735)[4] Oli sobre tela, 92.7 x 74.5 cm Antiga col·lecció Gustaf Roos a Londres; venda anònima Christie's Londres, 4 març de 1927 (lot 93); col·lecció Crofts, Londres; venda anònima Sotheby's Londres, 27 març de 1968 (lot 12); col·lecció comte Günzel von der Schulenberg; venda a Londres, Christie's, 28 octubre de 1988 (lot 150); venda Christie's New York, 28 gener de 2009 (lot 277).
  - Retrat del marquès de Razilly, Museu Jaquemart-André a l'Abadia de Chaalis
  - Mademoiselle Duclos de Châteauneuf (1712), La Princesse Palatine en Source, Retrat suposadament de Anne-Thérèse de Marquenat de Courcelles, Musée Condé, Chantilly

### Galeria

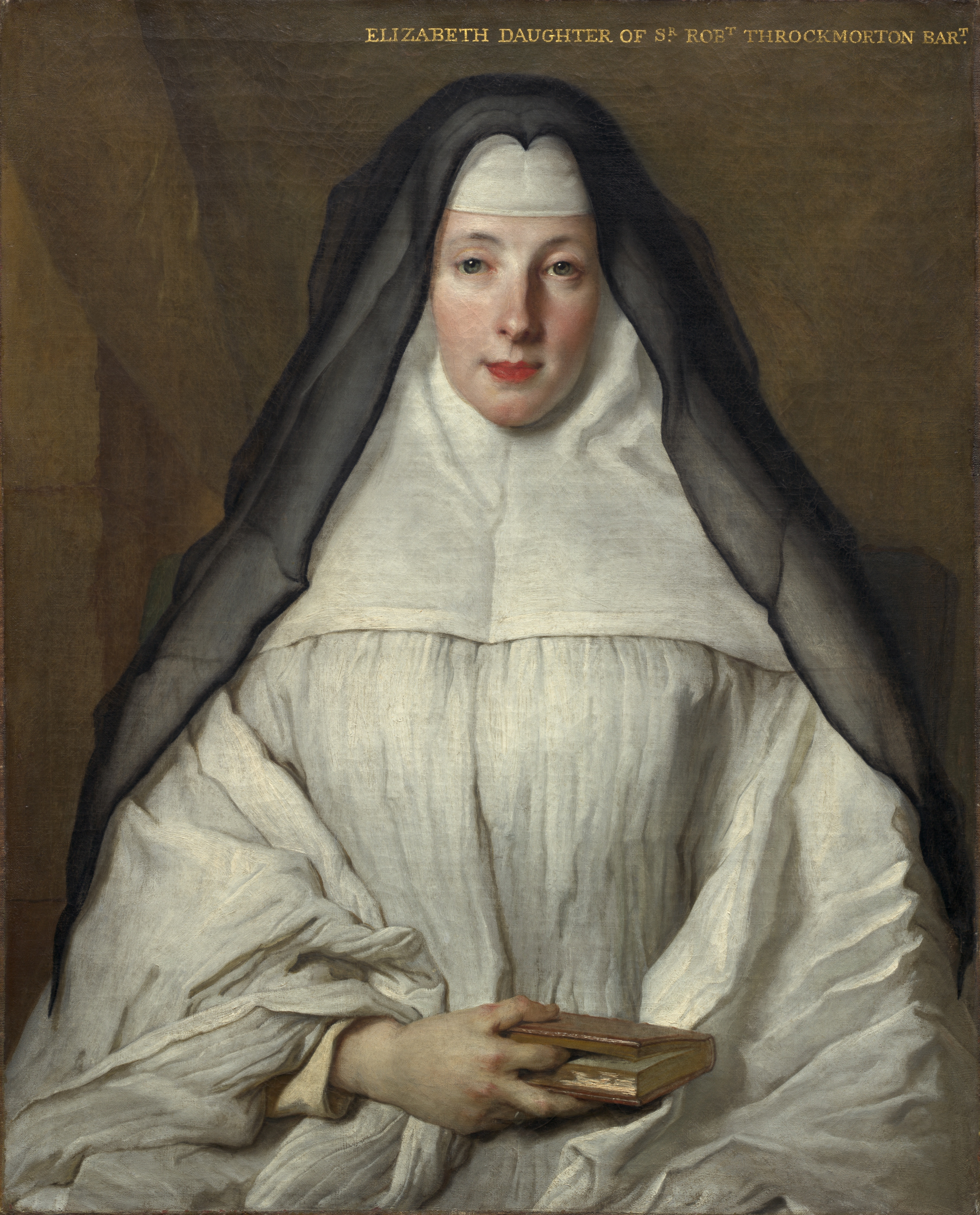
Retrat d'Elizabeth Throckmorton
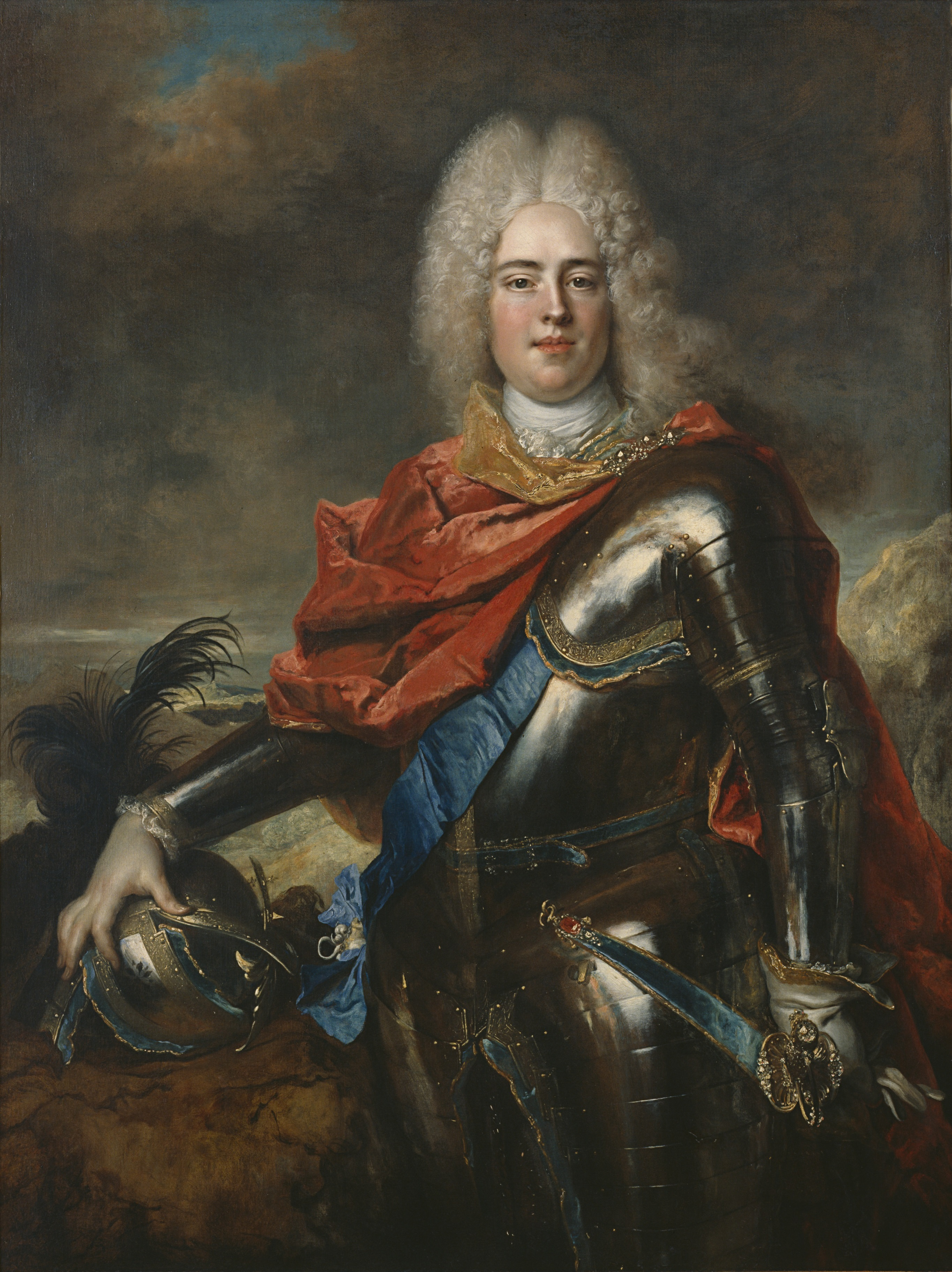
Retrat de Frederic August II de Saxònia (elector)
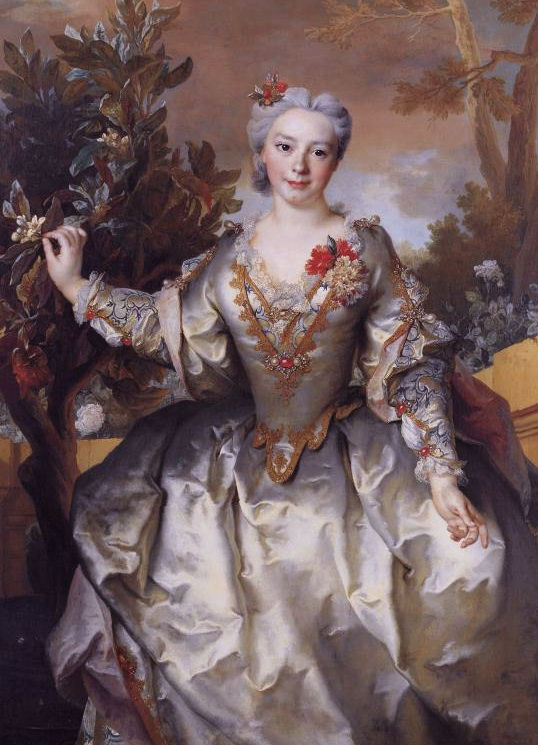
Retrat de Louise-Madeleine Bertin, comtessa de Montchal
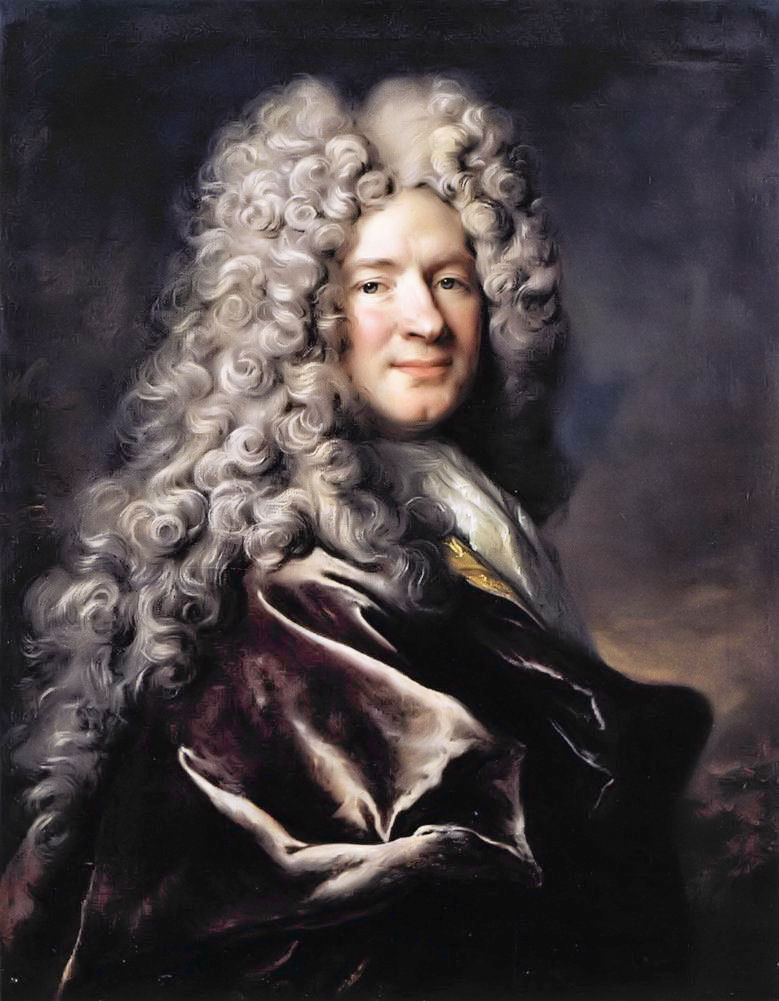
Retrat d'un homa amb vestit porpra
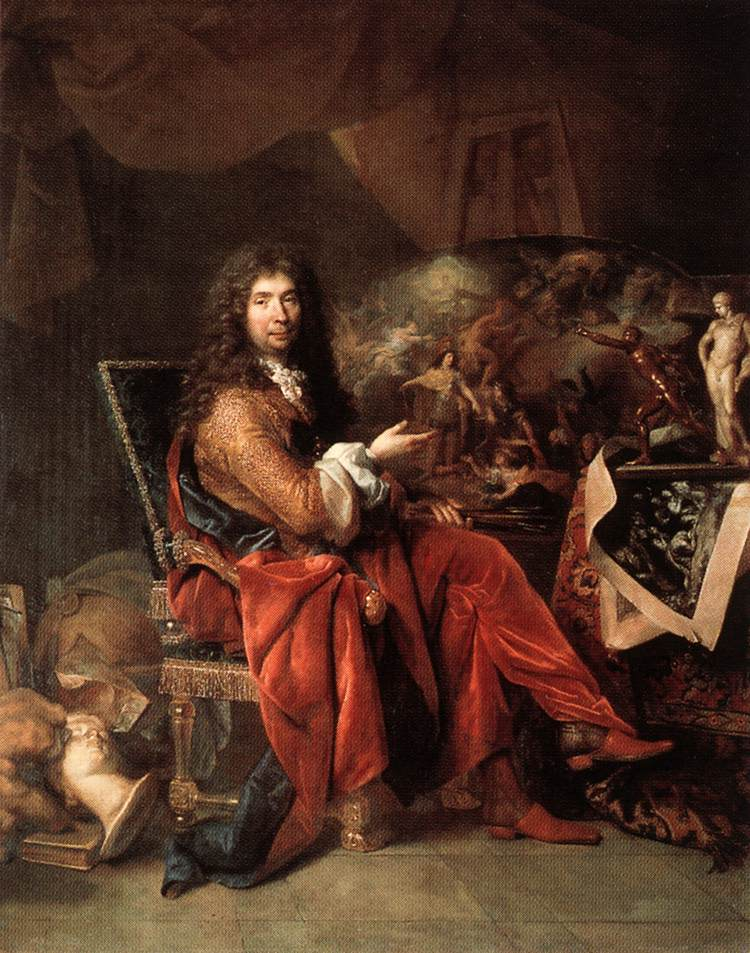
Charles Le Brun, (c.1715)
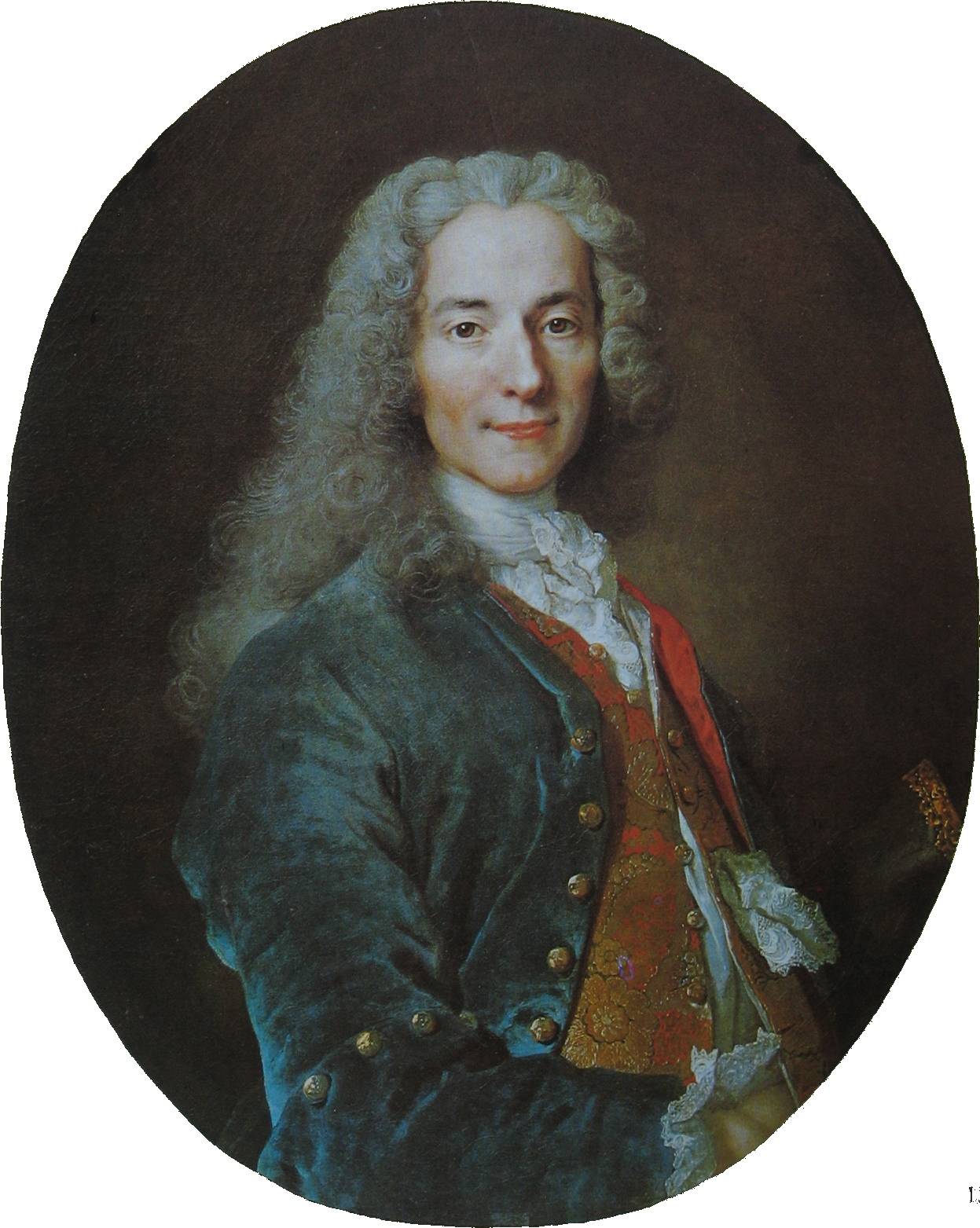
Retrat de Voltaire
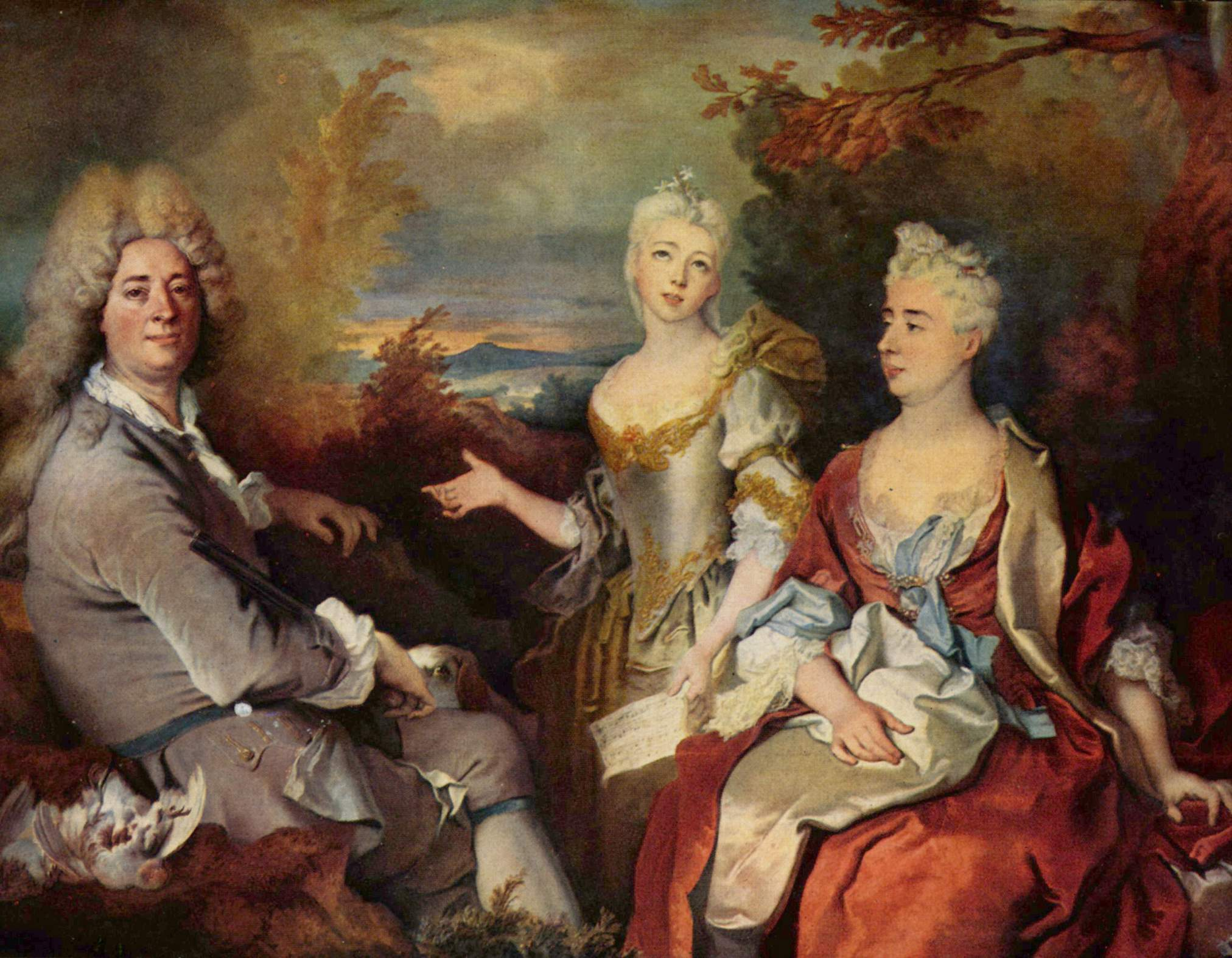
Autoretrat amb família
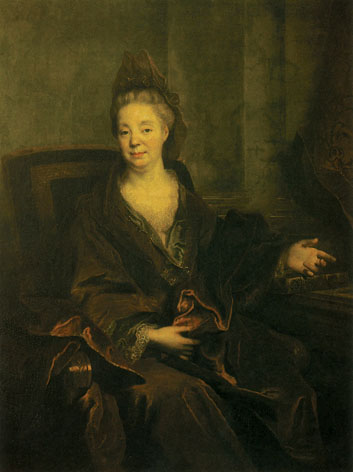
Retrat de Marguerite Bécaille
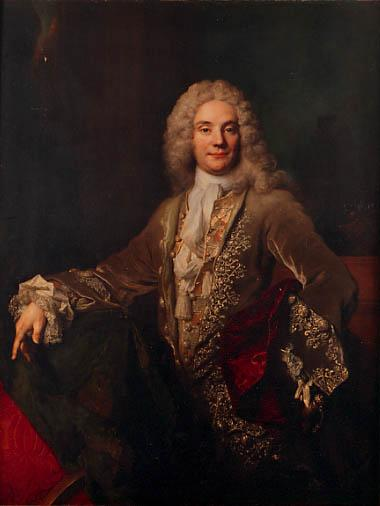
Retrat de Pierre-Joseph Titon de Cogny
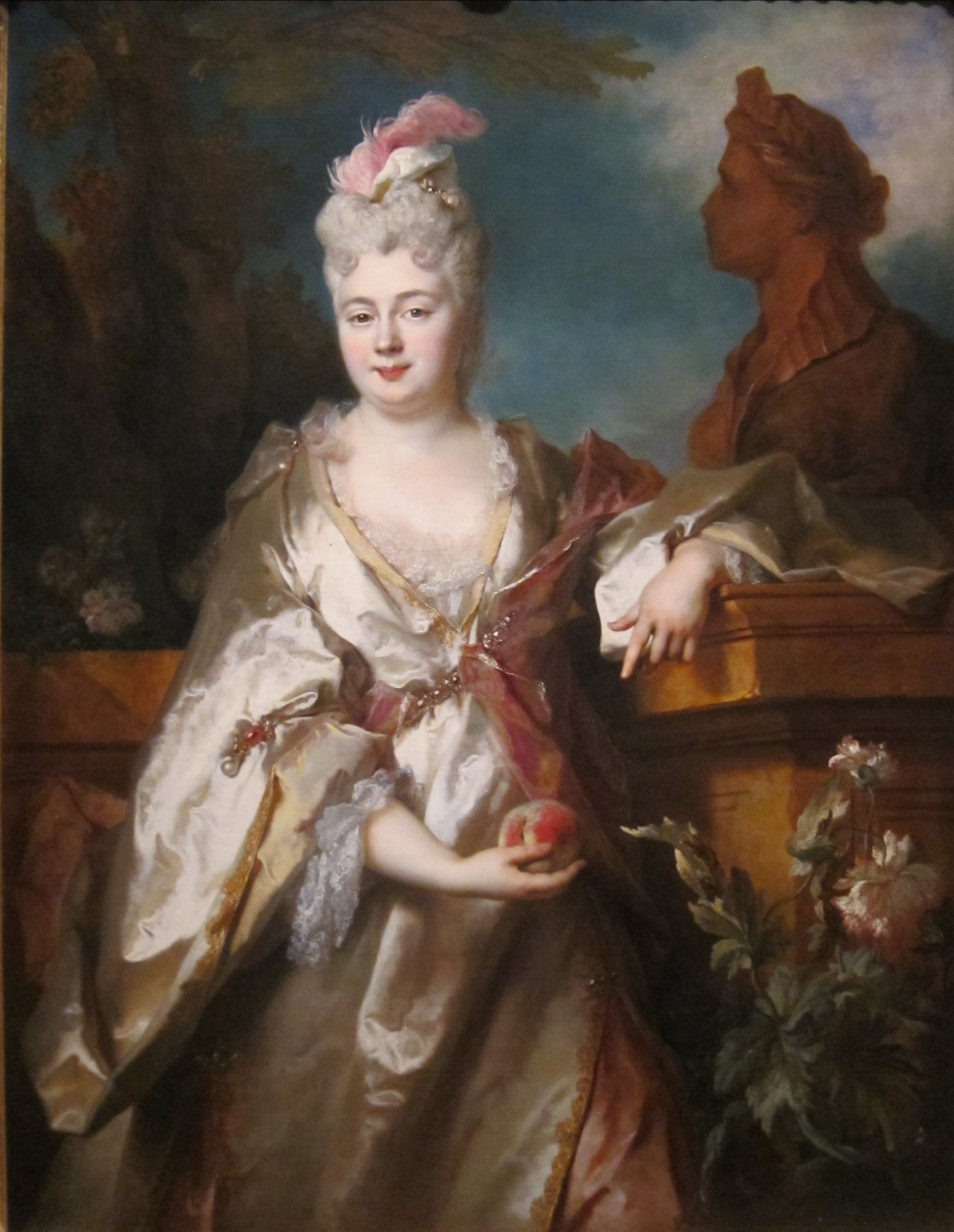
Retrat de Jeanne-Cécile Le Guay de Montgermon
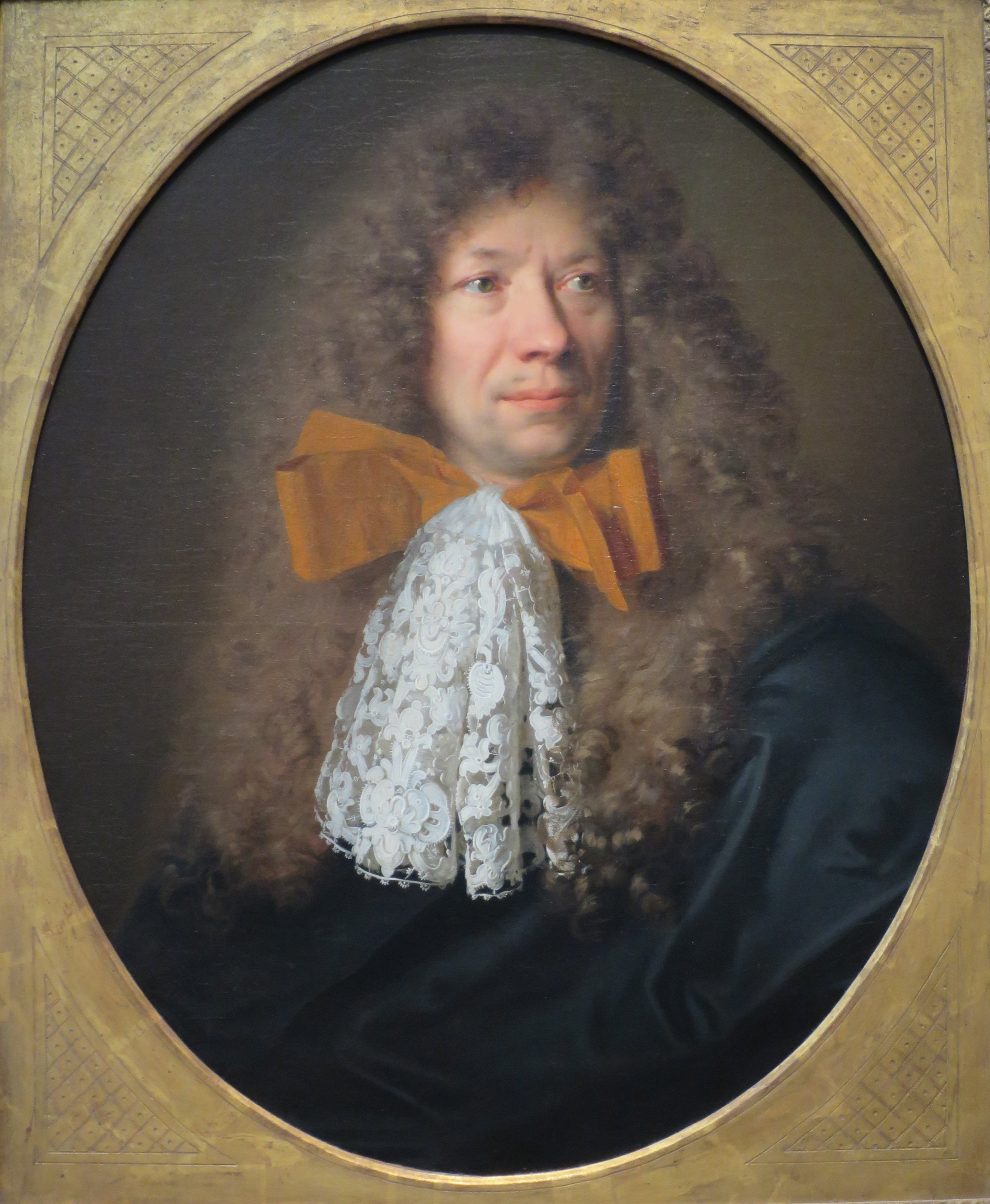
Retrat d'un cavaller (possiblement Pierre Van Schuppen)
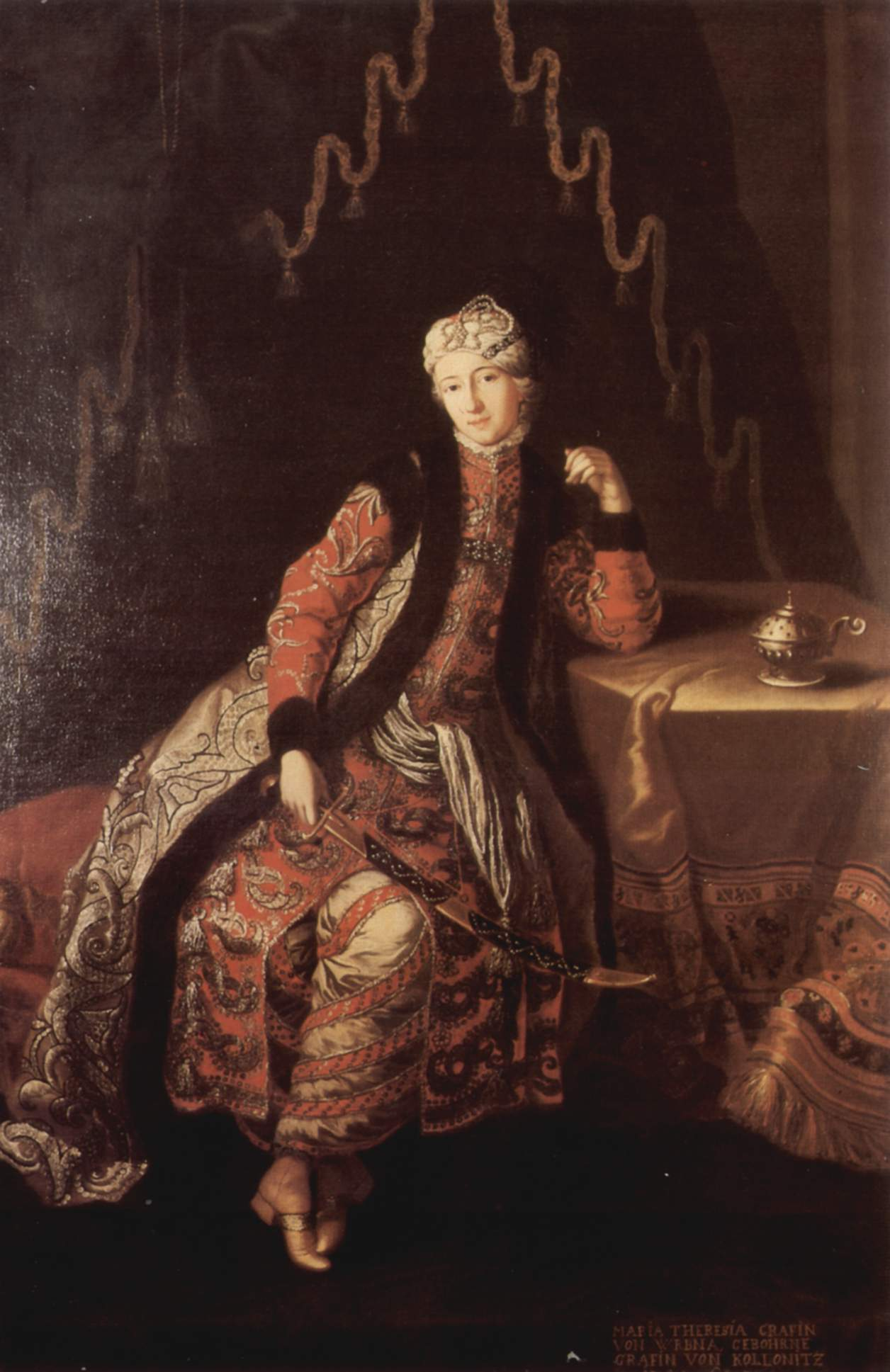
Retrat de Jean-Baptiste Tavernier
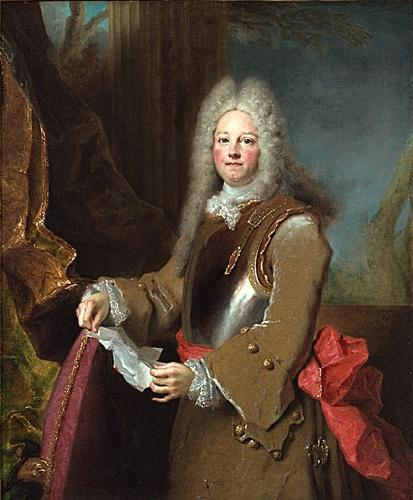
Retrat d'un oficial, oli sobre tela, 1714-15, Art Gallery of New South Wales
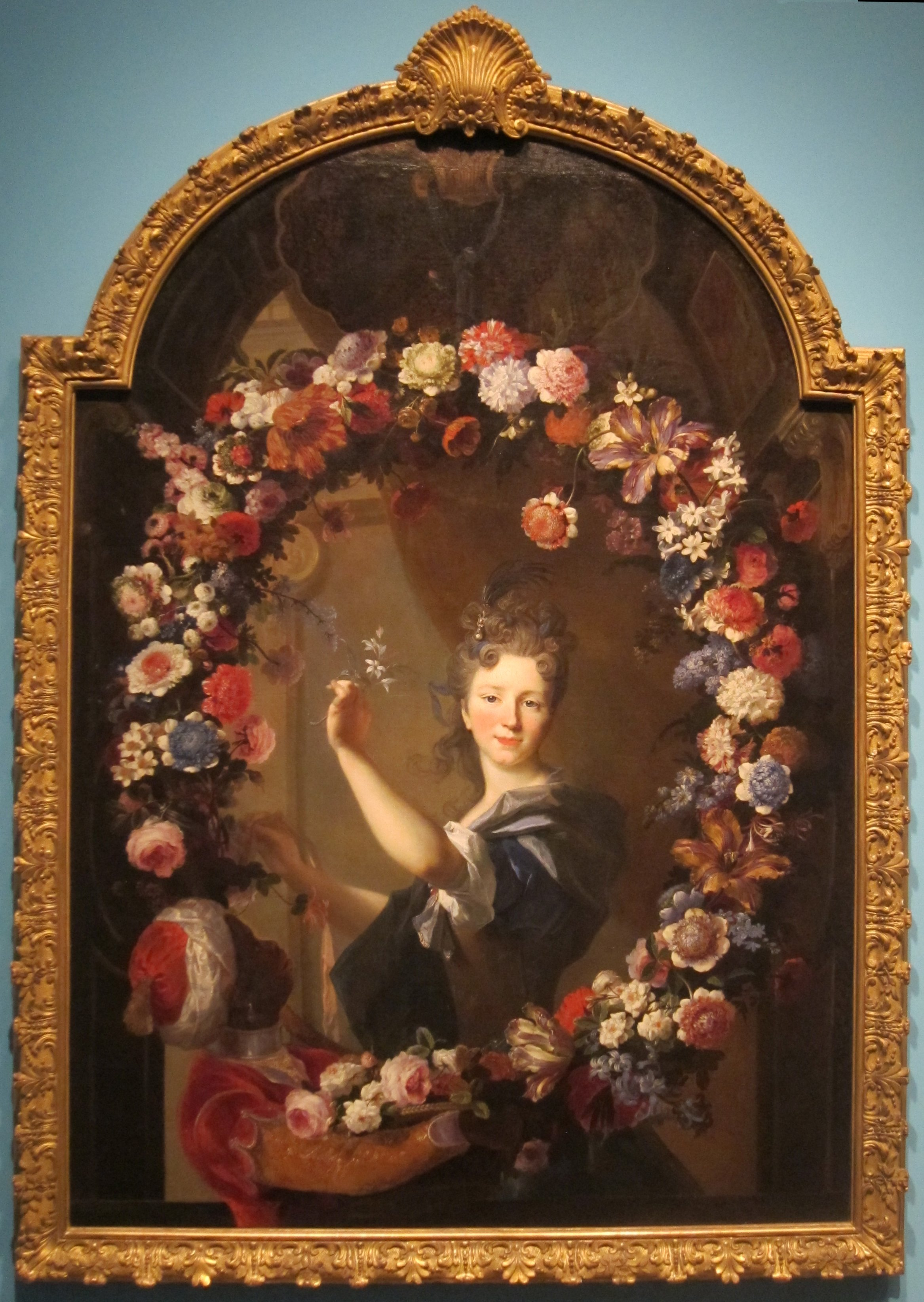
Oli sobre tela, retrat d'Helene Lambert de Thorigny, c. 1696-1700, 63 x 45 in., Acadèmia de les Arts d'Honolulu
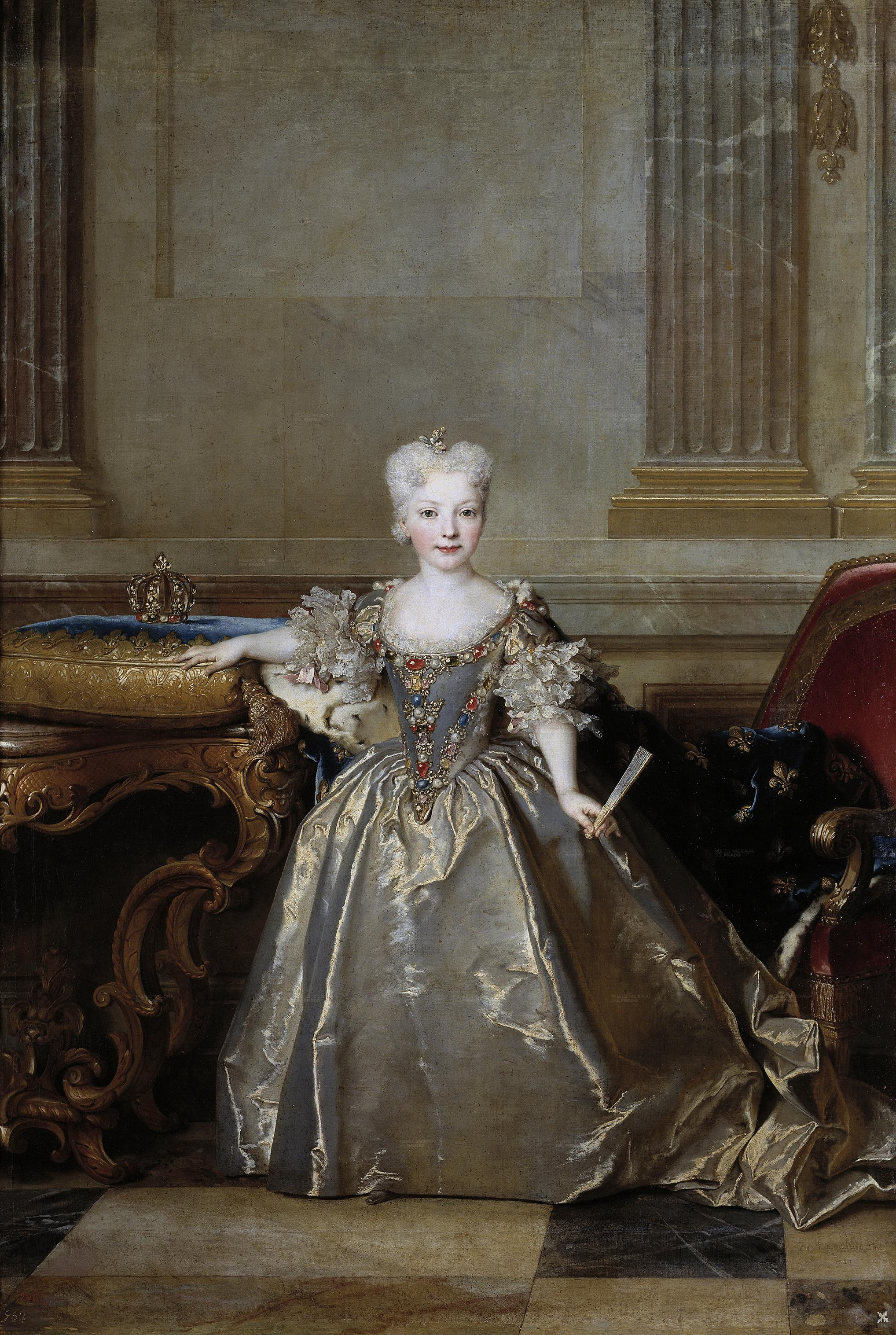
Infanta Maria Anna Victòria d'Espanya, amant de Lluís XV de França
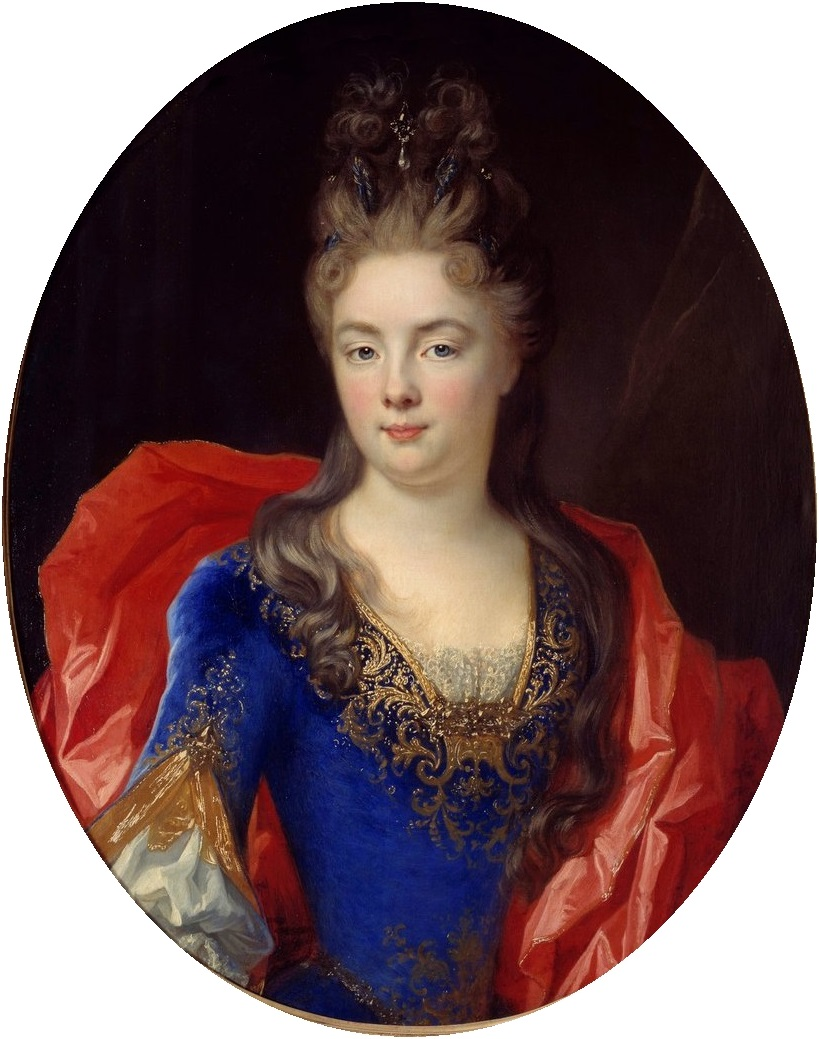
Anne Geneviève de Lévis, duquessa Rohan-Rohan by marraige and only daughter of Madame de Ventadour